# Дубоко грло (филм)
Дубоко грло (енгл. Deep Throat) амерички је порно филм из 1972. године у режији Џерарда Дамијана.
Филм је у своје време био изузетно популаран и познат за једну порнографску продукцију, толико да се термин "дубоко грло" (енгл. deepthroat) одомаћио као име за посебну технику оралног секса.

## Радња
Радња филма се врти око сексуално фрустриране жене која не може да доживи оргазам. Она пита своју искуснију другарицу шта да ради, па кад ни оргије не помажу одлази код доктора. Након прегледа доктор открива да је њен клиторис дубоко у грлу и од тада почиње радња филма „Дубоко грло“.

## Улоге
| Глумац        | Улога             |
| ------------- | ----------------- |
| Линда Лавлејс | Линда             |
| Хари Римс     | доктор Јанг       |
| Доли Шарп     | Хелен             |
| Бил Харисон   | Малц              |
| Вилијам Лав   | Вилбур Ванг       |
| Керол Конорс  | медицинска сестра |
| Боб Филипс    | Фенстер           |

## Музика филма
1. Introducing Linda Lovelace
2. "Mind if I smoke while you're eating?"
3. Blowing' Bubbles
4. "A Lot of little tingles"
5. Love Is Strange
6. "A joint like you..."
7. "You have no tinkler!"
8. Deep Throat
9. "I wanna be your slave"
10. "My love is like a big blonde afro (Jah-ron-o-mo)"
11. Nurse Lovelace
12. I'd Like To Teach You All To Screw (It's The Real Thing)
13. Nurse About the House
14. "I got Blue Cross"
15. Old Dr. Young
16. Masked Marvel

## Награде
- 1985 - XRCO Кућа славних (филмови за одрасле)[2]